# Pierron
Pierron è un villaggio degli Stati Uniti d'America, situato nello Stato dell'Illinois, diviso tra la contea di Bond e la contea di Madison.